# Leimbach, Wartburg
Leimbach là một đô thị trong huyện Wartburg ở bang Thüringen, Đức. Đô thị này có diện tích 8,63 km².